# Mathias Mongenast
Mathias Mongenast, né le 12 juillet 1843 à Diekirch (Luxembourg) et mort le 10 janvier 1926 à Luxembourg (Luxembourg), est un avocat et homme d'État luxembourgeois à tendance libérale, président du Conseil de gouvernement faisant-fonction du 12 octobre au 6 novembre 1915.

## Biographie

### Situation personnelle

#### Origines familiales
Pierre-Mathias (Peter-Mathias) Mongenast est le fils de Mathias Mongenast, professeur au progymnase de Diekirch originaire d'Echternach et Anne-Catherine Lanser. Son père est fonctionnaire jusqu'en mars 1880, date à laquelle il devient professeur honoraire. Il décède le 4 novembre 1886 et est enterré à Diekirch deux jours plus tard. Le cortège funèbre est composé de son fils et d'élèves du progymanse ainsi que de leurs professeurs, des membres du gouvernement, de plusieurs députés et d'autres chefs de diverses administrations,.

#### Vie privée
Il se marie, le 28 novembre 1870 à Châtillon (Belgique), avec l'auteure Mathilde Glaesener (1850-1916). De ce mariage est issue Marie-Madeleine-Justine Mongenast née à Diekirch le 5 septembre 1872. Elle a pour époux, Joseph Steichen (lb), président du conseil d'État du Luxembourg du 27 février 1931 au 20 février 1932.

#### Mort
Mathias Mongenast meurt le 10 janvier 1926 à l'âge de 82 ans. L'enterrement a lieu deux jours plus tard au cimetière Notre-Dame.

### Parcours politique

#### Directeur général des Finances
Du 12 octobre 1882 au 6 novembre 1915, Mathias Mongenast est Directeur général des Finances — soit l'équivalent de ministre de nos jours — dans les gouvernements dirigés par Félix de Blochausen, Édouard Thilges, Paul Eyschen ainsi qu'au sein de son propre gouvernement,.
Selon l'arrêté royal grand-ducal du 12 octobre 1882 portant répartition des services publics, les attributions relevant de la direction générale des Finances sont élargies et comprennent notamment : « Chambre des comptes et recette générale ; contributions directes, accises et cadastre ; enregistrement et domaines ; douanes ; postes et télégraphes ; caisse d'épargne ; établissements de crédit ; dette publique ; monnaies ; comptabilité publique ; service des pensions ; frais des adjudications publiques ; enseignement supérieur et moyen ; arts et sciences ; assurances ».
Le Directeur général, Mathias Mongenast, entreprend en 1884 une réforme de l’enseignement moyen qui aboutira, après bien des discussions et des rebondissements, à la loi du 28 mars 1892, qui sépare l’École Industrielle du Gymnase de l’Athénée et la place sous une direction spéciale. C’est la naissance de l’École industrielle et commerciale — précurseur du Lycée de garçons de Luxembourg (LGL).
En 1896, il participe à la deuxième (30 juin) et quatrième séance (15 juillet) de la Conférence télégraphique internationale qui a lieu à Budapest en Hongrie en sa qualité de « Directeur général, chef du Département des Finances, des Postes et des Télégraphes, délégué du Grand-Duché de Luxembourg ».

#### Président du Conseil

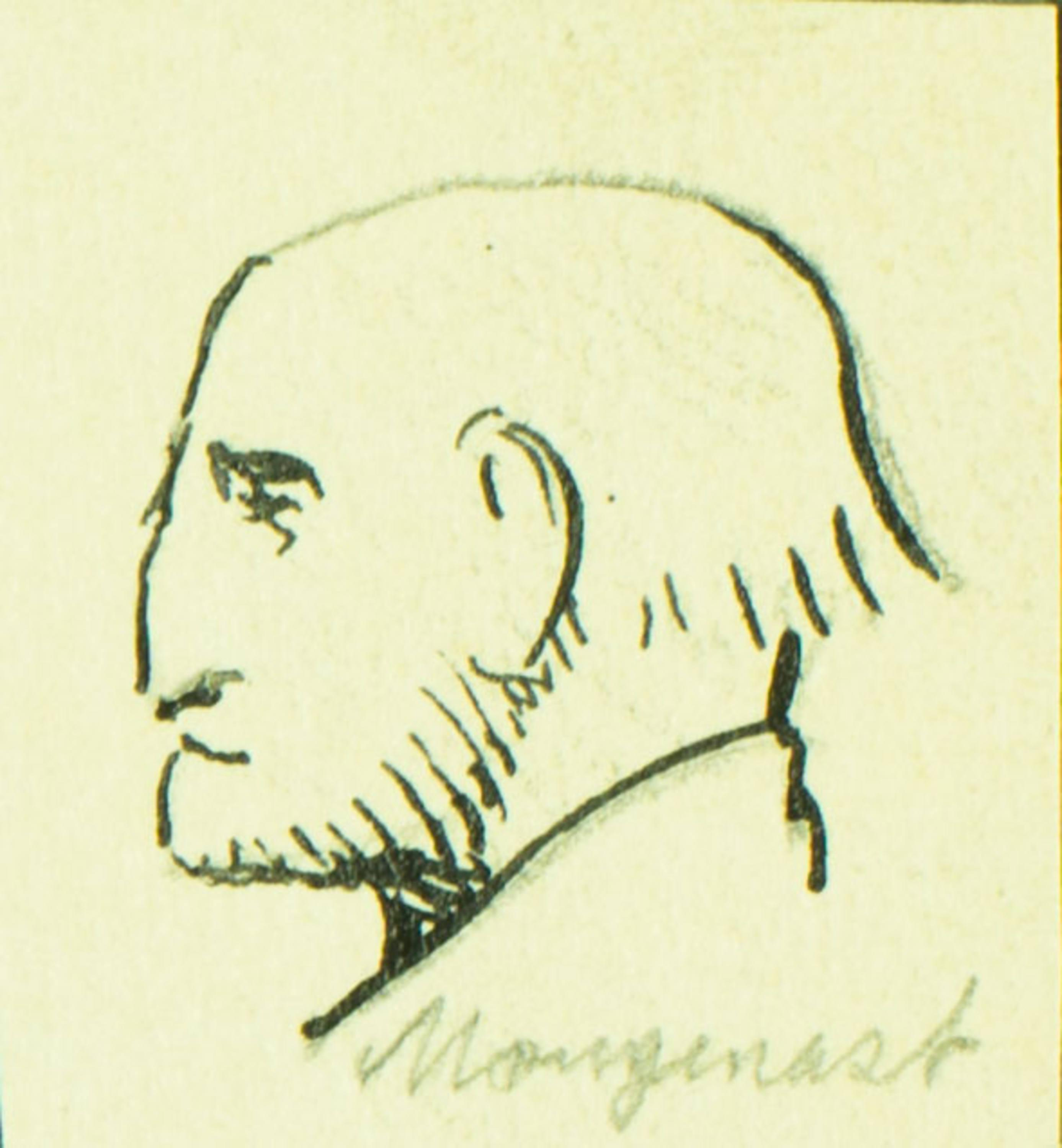
Portrait de Mathias Mongenast par le peintre Pierre Blanc (entre 1914 et 1918).

Mathias Mongenast est Président du Conseil faisant-fonction et ministre d'État à la suite du décès de Paul Eyschen du 12 octobre 1915 au 6 novembre 1915. Victor Thorn (Directeur général de la Justice et des Travaux publics) et Ernest Leclère (Directeur général de l'Intérieur) font partie du nouveau gouvernement. Le gouvernement Mongenast démissionne pour cause de mésentente avec la grande-duchesse Marie-Adélaïde à propos de la nomination d'un candidat au poste vacant de Directeur de l'École normale. 
La nomination d'un candidat au poste vacant de Directeur de l'École normale fait l'objet de dissension entre la souveraine et le ministre d'État. La grande-duchesse refuse alors de nommer Édouard Oster (lb) — à qui le camp catholique reprochait de ne pas être un catholique pratiquant —, professeur et historien, à la tête de l'école de formation des instituteurs. Après avoir constaté qu'il n'y avait pas moyen de placer un ecclésiastique à la tête de l'établissement, elle voulait nommer Willy Goergen (lb). Cet élément déclencheur relance la guerre scolaire de 1912 et, aussi, porte atteinte à la Constitution qui interdit toute discrimination pour motif religieux dans l'accès aux fonctions publiques. De manière plus large, la question du rôle actif (« régime personnel ») ou effacé (« au-dessus des partis ») du chef de l'Etat est posée.
Dans son journal, le premier député socialiste à la Chambre des députés, Michel Welter (1859-1924) se montre très critique vis-à-vis de la possibilité pour Mathias Mongenast de maintenir les rênes du gouvernement.

#### Conseiller d’État
À la suite de sa démission de la présidence du gouvernement, Mathias Mongenast est nommé conseiller d’État le 6 novembre 1915, fonction venue à terme le 10 janvier 1926. Du 1er avril 1916 au 19 juin 1917, il est président du Conseil d’État, succédant ainsi à Victor Thorn.

## Publications
- Congrès international des valeurs mobilières : législation du Grand-Duché de Luxembourg sur les titres perdus ou volés, Luxembourg, Imprimerie Victor Buck, 1891, 16 p. (lire en ligne).
- De la perte des titres au porteur et de leur restitution dans le Grand-Duché de Luxembourg, Paris, Imprimerie Paul Dupont, 1900, 19 p. (lire en ligne).

## Décorations
- Grand-croix de l'ordre de la Couronne de chêne[8] (Luxembourg)
- Grand-croix de l'ordre d'Adolphe de Nassau[8] (Luxembourg)
- Chevalier grand-croix de l'ordre d'Orange-Nassau[8] (Pays-Bas)
- Chevalier grand-croix de l'ordre des Saints-Maurice-et-Lazare[8] (Italie)
- Chevalier grand-croix de l'ordre de la Couronne[8] (Italie)
- Grand-croix de l'ordre de la Couronne[8] (Belgique)
- Chevalier 1re classe de l'ordre de l'Aigle rouge[8] (Prusse)
- Chevalier 1re classe de l'ordre de la Couronne[8] (Prusse)
- Commandeur de la Légion d'honneur[8] (France)
- Commandeur de l'ordre du Lion néerlandais[8] (Pays-Bas)
- Commandeur de l'ordre de Léopold[8] (Belgique)
- Commandeur de l'ordre de l'Immaculée Conception de Vila Viçosa[8] (Portugal)
- Commandeur de l'ordre de Sant'Iago de l'Épée[8] (Portugal)
- Officier de l'Instruction publique[8]